# سروسکرک
سروسکرک (به هلندی: Serooskerke) یک منطقهٔ مسکونی در هلند است که در اسخائن-دایفه‌لاند واقع شده‌است. سروسکرک ۲۹۶ نفر جمعیت دارد.